# Paweł Antoniewski
Paweł Antoniewski (ur. 11 stycznia 1943 w Żytomierzu) – ukraiński muzyk i pedagog, działacz mniejszości polskiej na Ukrainie. 

## Życiorys
Ukończył Szkołę Muzyczną im. Koseckiego w Żytomierzu uzyskując dyplom dyrygenta chóru w 1967. Analogiczny tytuł zdobył na Uniwersytecie Charkowskim w 1971. Cztery lata później ukończył kurs muzykologiczny na Uniwersytecie w Aszchabadzie, a później również Wyższą Szkołę Związków Zawodowych w Leningradzie. 
W młodości pracował jako ślusarz i spawacz w żytomierskich fabrykach. W 1968 rozpoczął pracę w Teatrze Operowym w Charkowie jako solista chóru. Od 1971 stał na czele Republikańskiego Domu Pracowników Oświaty jako kierownik artystyczny, a w latach 1975–1976 był jego dyrektorem. Pracował w Liceum Muzycznym im. D. Owiezowa w Żytomierzu jako nauczyciel teorii muzyki. Był solistą miejskiego chóru „Lonok”. Od 1980 pozostawał zatrudniony jako wykładowca na Uniwersytecie w Żytomierzu, gdzie przybliżał studentom teorię muzyki i jej historię. W latach 1984–1987 pracował również w szkole zawodowej w Żytomierzu nauczając historii, etyki, estetyki i ekonomii politycznej. 
Stworzył ukraiński teatr ludowy „Kalina”, na czele którego stał w latach 1987–1993, oraz teatr „Poleskie sokoły” czuwając nad jego kształtem artystycznym. 
Po 1990 zaangażował się w działalność mniejszości polskiej na Ukrainie wstępując m.in. do Związku Polaków na Ukrainie. Od 1994 pozostaje członkiem Federacji Polaków na Ukrainie. 
W latach dziewięćdziesiątych był związany z firmami „Santana” i „Antar”. Pracował jako wykładowca w stowarzyszeniu muzyczno–kulturalnym „Ukraina” (1991–1997). 